# Collesalvetti
Collesalvetti is een gemeente in de Italiaanse provincie Livorno (regio Toscane) en telt 16.149 inwoners (31-12-2004). De oppervlakte bedraagt 109,6 km², de bevolkingsdichtheid is 147 inwoners per km².
De volgende frazioni maken deel uit van de gemeente Mortaiolo.

## Demografie
Collesalvetti telt ongeveer 6088 huishoudens. Het aantal inwoners steeg in de periode 1991–2001 met 5,2% volgens cijfers uit de tienjaarlijkse volkstellingen van ISTAT.
| Jaar | Inwoneraantal |
| ---- | ------------- |
| 1991 | 15.087        |
| 2001 | 15.871        |

## Geografie
De gemeente ligt op ongeveer veertig meter boven zeeniveau.
Collesalvetti grenst aan de volgende gemeenten: Cascina (PI), Crespina (PI), Fauglia (PI), Livorno, Orciano Pisano (PI), Pisa (PI) en Rosignano Marittimo.

## Geboren
- Guido Carlesi (1936-2024), wielrenner

## Galerij

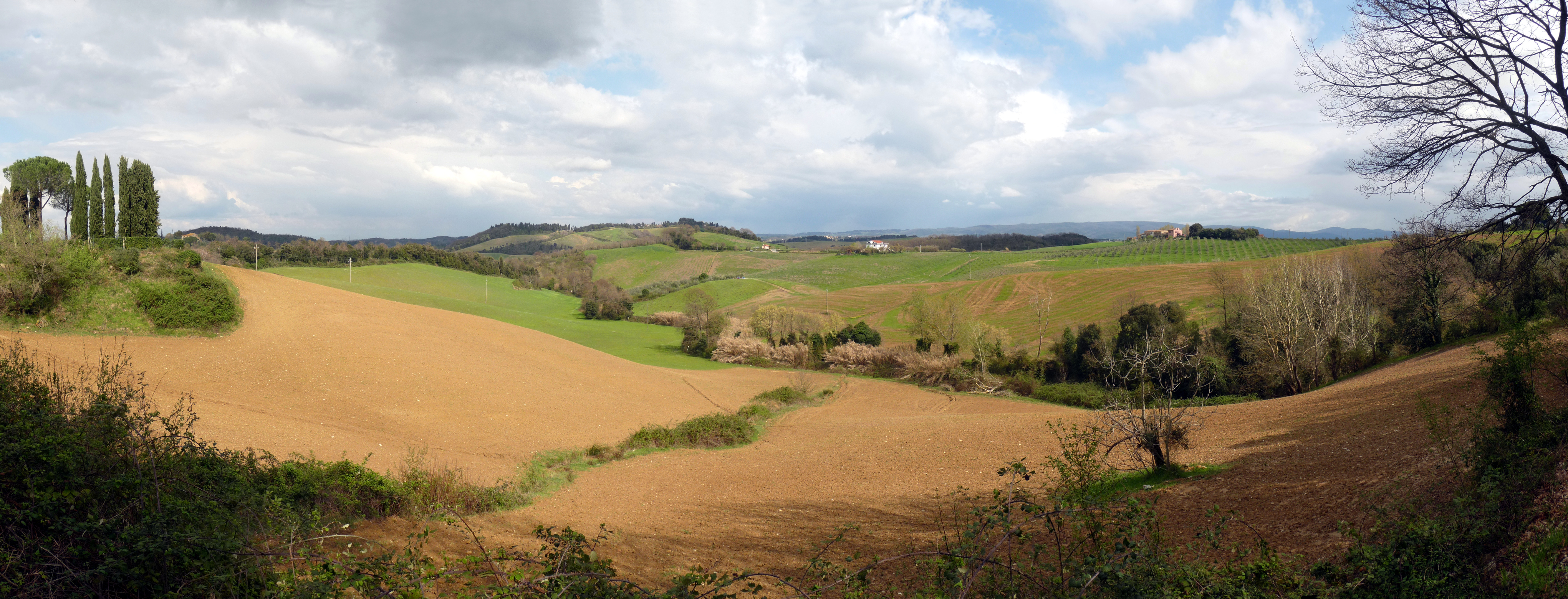
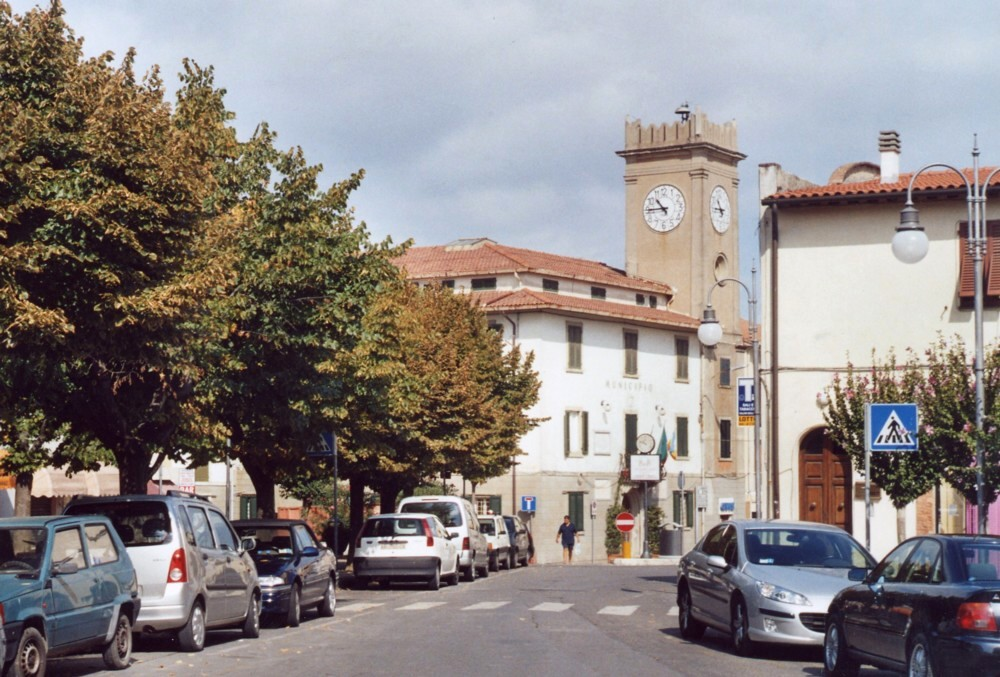
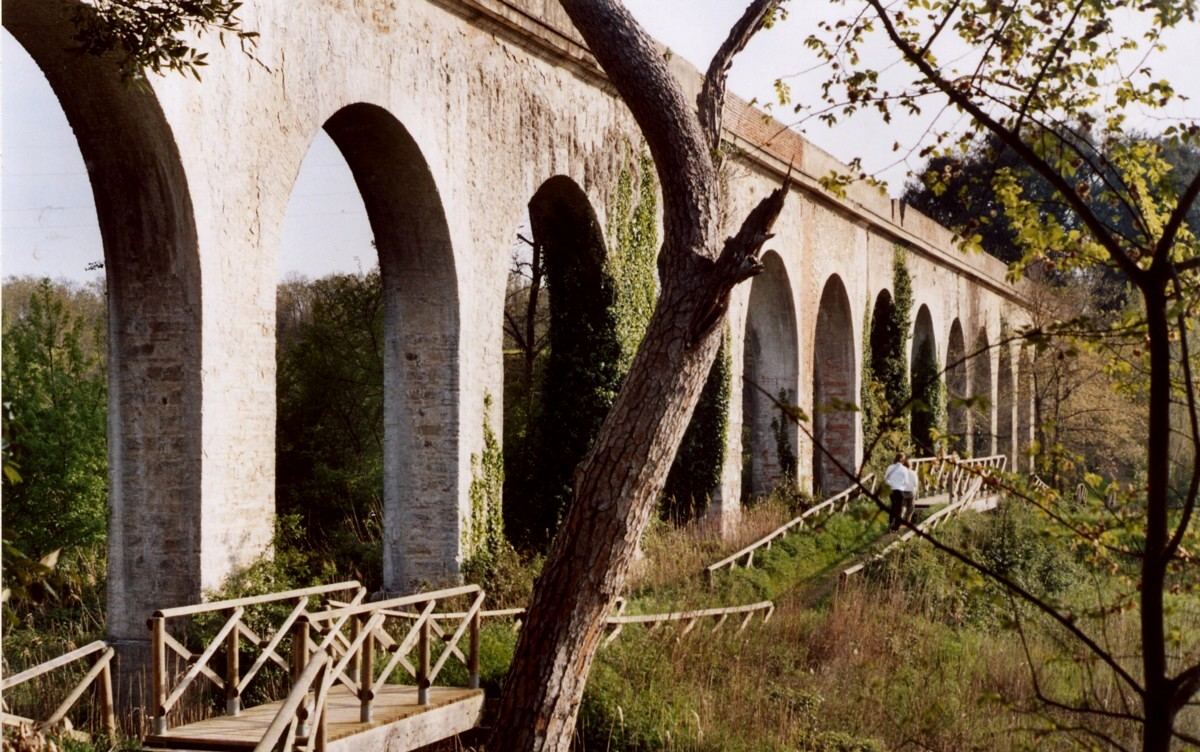
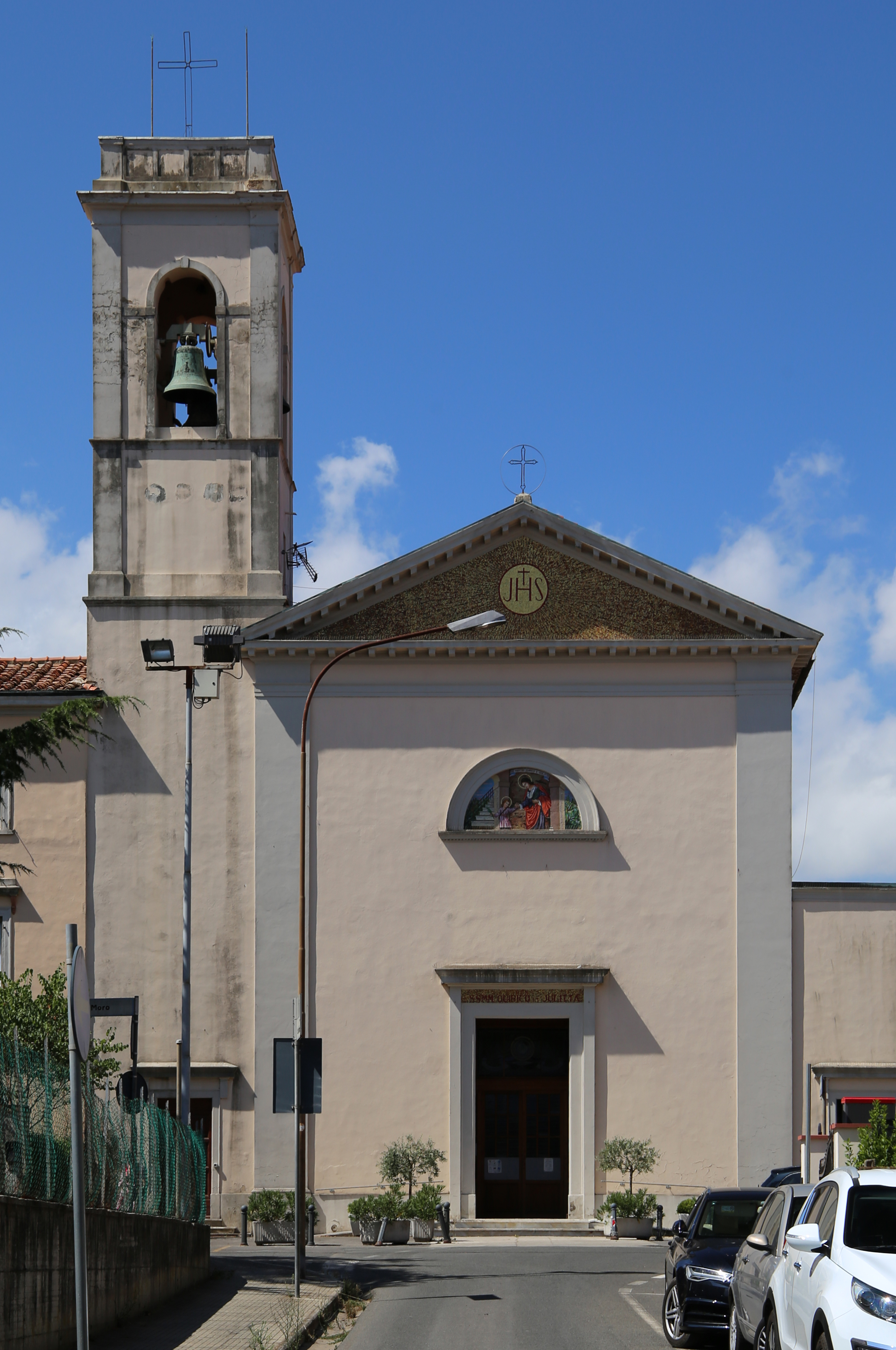
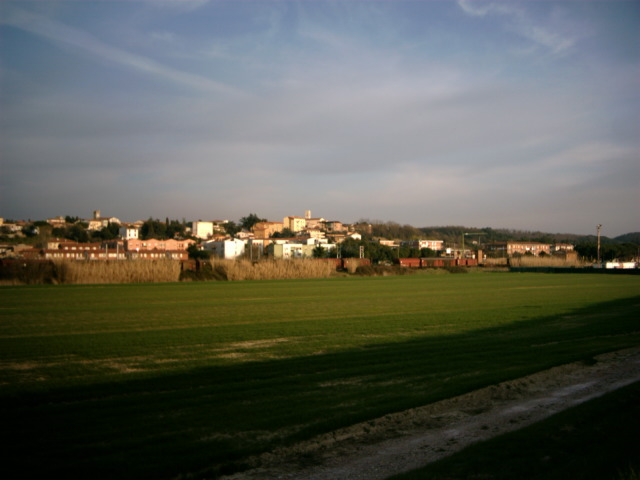
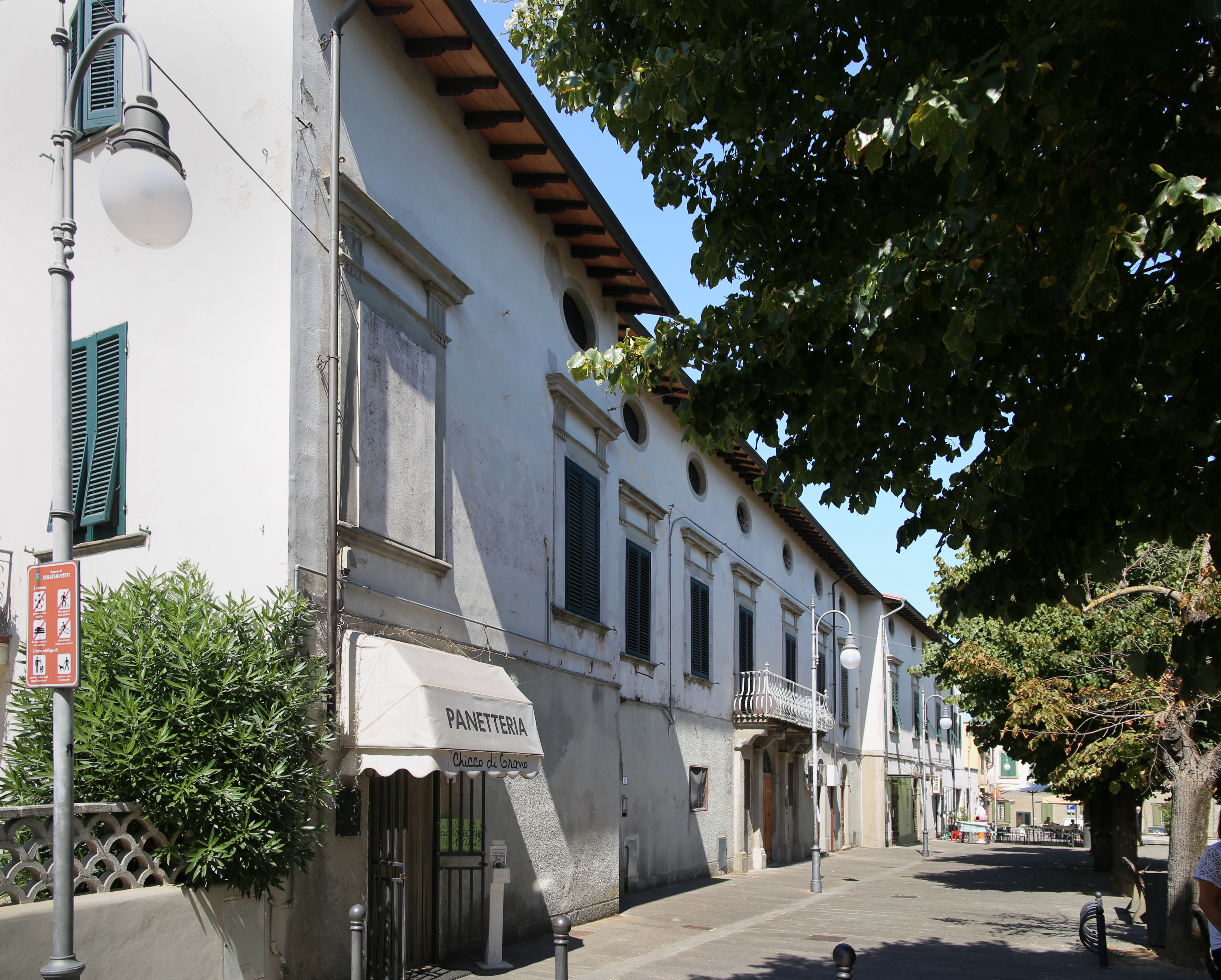
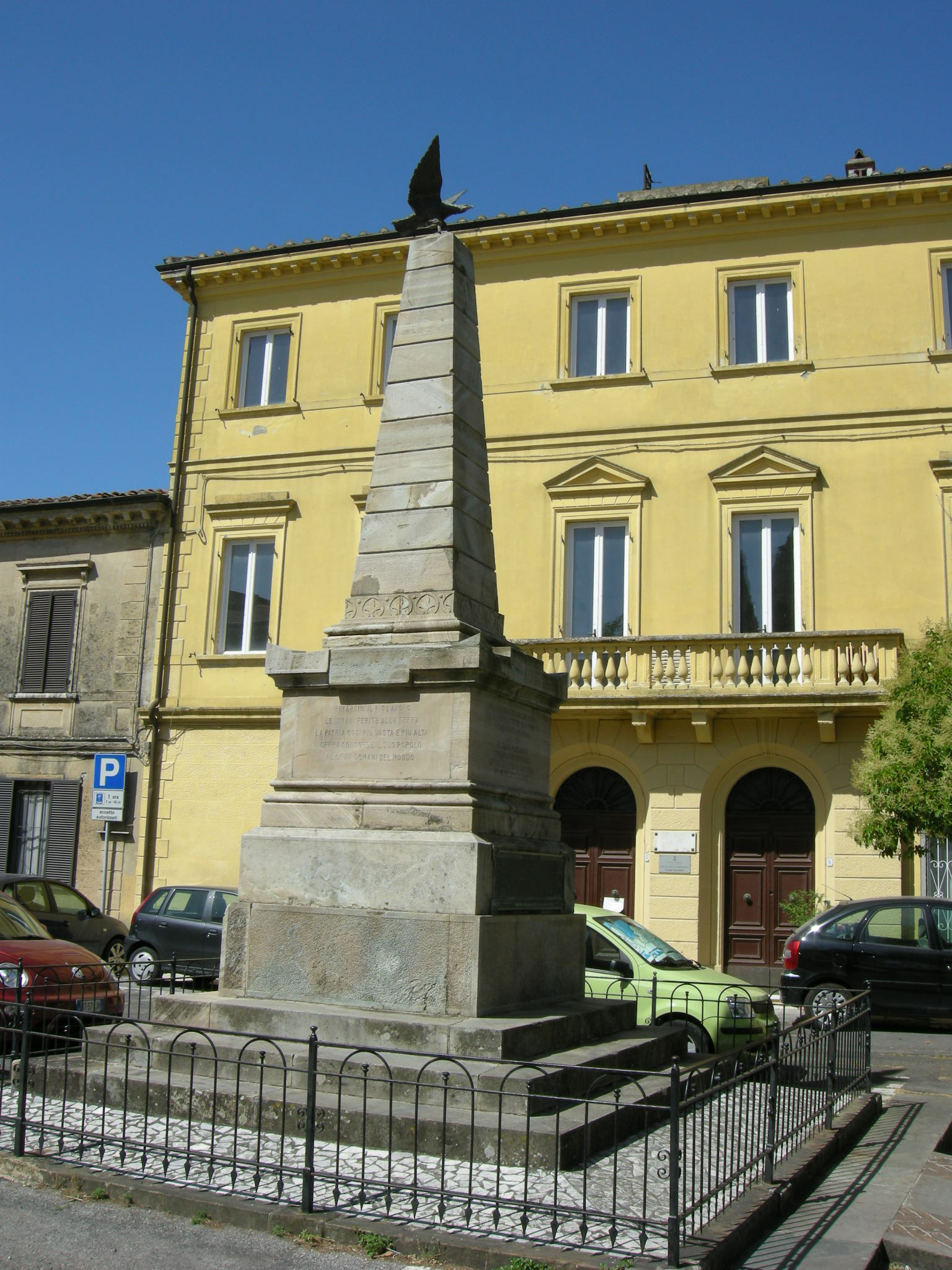